# (12796) Kamenrider
(12796) Kamenrider est un astéroïde de la ceinture principale.

## Description
(12796) Kamenrider est un astéroïde de la ceinture principale. Il fut découvert le 16 novembre 1995 à Kuma Kogen par Akimasa Nakamura. Il présente une orbite caractérisée par un demi-grand axe de 2,39 UA, une excentricité de 0,21 et une inclinaison de 10,6° par rapport à l'écliptique.
Il a été nommé en hommage aux séries Kamen Rider.

## Compléments